# Tony Whitson
Tony Whitson   (Ciutat del Cap, 1885 - 1945) és un exfutbolista sud-africà de la dècada de 1910.
Pel que fa a clubs, destacà a Anglaterra, on defensà els colors de Newcastle United durant 12 temporades i Carlisle United.